# Lupenonožci
Lupenonožci (Branchiopoda) či také žábronožci je rozmanitá třída ze skupiny Pancrustacea tradičně řazená mezi korýše (Crustacea), která z velké části zahrnuje sladkovodní druhy menších rozměrů s množstvím opakujících se tělních článků a lupenitými končetinami. Bylo popsáno asi 900 druhů a zřejmě se jedná o monofyletickou skupinu, která by dokonce mohla představovat sesterskou skupinu ke všem ostatním korýšům.

## Systém
Lupenonožci se dělí podle jednoho ze systémů na dvě podtřídy:
- Sarsostraca – zahrnuje žábronožky (Anostraca)
- Phyllopoda – široká podtřída, která se dále dělí:
  - Notostraca – listonožky
  - Diplostraca – zahrnuje perloočky (Cladocera), škeblovky (Spinicaudata) a skupiny Cyclestherida a Laevicaudata